# Half Way Tree
Half Way Tree – miasto w aglomeracji Kingston w południowo-wschodniej Jamajce w hrabstwie Surrey. Jest stolicą regionu Saint Andrew.